# فرجينيا راميريز
فرجينيا راميريز (بالإسبانية: Virginia Ramírez Merino)‏ هي لاعب هوكي الحقل إسبانية، ولدت في 22 مايو 1964 في مدريد في إسبانيا.

## وصلات خارجية
- فرجينيا راميريز على موقع الاتحاد الدولي للهوكي (الإنجليزية)
- فرجينيا راميريز على موقع اللجنة الأولمبية الدولية (الإنجليزية)
- فرجينيا راميريز على موقع أوليمبيديا (الإنجليزية)
- فرجينيا راميريز على موقع اللجنة الأولمبية الإسبانية (الإسبانية)